# IDGAF
«IDGAF» (abreviatura de las siglas en inglés: «I Don't Give a Fuck») es una canción de la cantante albanobritánica Dua Lipa de su primer álbum de estudio homónimo (2017). Fue lanzado en el Reino Unido el 12 de enero de 2018 como el noveno y último sencillo del álbum.
Posteriormente, el 21 de febrero del mismo año, Lipa junto a Charli XCX, MØ, Zara Larsson y Alma, lanzaron un remix de la canción.

## Vídeo musical
Un adelanto para el video musical fue lanzado en la cuenta de Twitter de Lipa el 10 de enero de 2018. El video musical completo se estrenó el 12 de enero de 2018.
El video musical de "IDGAF" fue dirigido por Henry Scholfield, con dirección artística de Scholfield y Mosaert (Stromae y Luc Junior Tam). El video se estrenó el 12 de enero de 2018. Le llevó 22 horas grabar. Según Scholfield, la idea detrás del video era "encarnar la sensación de empoderamiento en la pista, mientras se va más allá del contexto de ruptura literal". Lipa dijo que el video es sobre "su lado más fuerte y más débil luchando entre ellos solo para darse cuenta de que el amor propio es lo que los ayudará a superar cualquier negatividad que se presente en su camino".

## Presentaciones en vivo
La canción solo ha sido presentada en vivo durante los shows de Lipa en su gira mundial The Self-Titled Tour.

## Créditos
Créditos adaptados de las notas de Dua Lipa.
- Dua Lipa – voz
- Lorna Blackwood – producción vocal
- Todd Clark – voces de acompañamiento adicionales
- John Davis – masterización
- Josh Gudwin – mezclas
- Jeff Gunnell – asistencia de ingeniería
- Stephen Kozmenium – batería, sintetizador, piano, bajo, producción
- MNEK – voces de acompañamiento adicionales
- Larzz Principato – producción, guitarra

## Posicionamientos en listas
| País            | Lista                      | Mejor posición |
| América         | América                    | América        |
| --------------- | -------------------------- | -------------- |
| Argentina       | Monitor Latino             | 14             |
| Canadá          | Canadian Hot 100           | 35             |
| Estados Unidos  | Billboard Hot 100          | 49             |
| Asia            |                            |                |
| Israel          | Media Forest TV Airplay    | 1              |
| Malasia         | RIM                        | 6              |
| Europa          |                            |                |
| Alemania        | Official German Charts     | 25             |
| Austria         | Ö3 Austria Top 40          | 17             |
| Bélgica         | Ultratop Flanders          | 8              |
| Bélgica         | Ultratop Wallonia          | 19             |
| Dinamarca       | Tracklisten                | 33             |
| Eslovaquia      | IFPI                       | 8              |
| España          | PROMUSICAE                 | 66             |
| Finlandia       | The Official Finish Charts | 17             |
| Hungría         | Stream Top 40              | 5              |
| Irlanda         | IRMA                       | 1              |
| Italia          | FIMI                       | 25             |
| Letonia         | Latvijas Top 40            | 8              |
| Noruega         | VG-lista                   | 5              |
| Países Bajos    | Dutch Top 40               | 28             |
| Países Bajos    | Single Top 100             | 16             |
| Polonia         | Polish Airplay Top 100     | 18             |
| Portugal        | AFP                        | 13             |
| Reino Unido     | UK Singles Chart           | 3              |
| República Checa | Singles Digitál Top 100    | 6              |
| Suecia          | Sverigetopplistan          | 23             |
| Suiza           | Schweizer Hitparade        | 33             |
| Oceanía         |                            |                |
| Australia       | ARIA                       | 7              |
| Nueva Zelanda   | Recorded Music NZ          | 5              |

## Certificaciones
| País           | Organismo certificador | Certificación | Ventas certificadas | Ref    |
| -------------- | ---------------------- | ------------- | ------------------- | ------ |
| Alemania       | BVMI                   | Oro           | 200 000             | [ 24 ] |
| Australia      | ARIA                   | 4x Platino    | 280 000             | [ 25 ] |
| Austria        | IFPI                   | Oro           | 15 000              | [ 26 ] |
| Bélgica        | BEA                    | Oro           | 15 000              | [ 27 ] |
| Canadá         | Music Canada           | Oro           | 40 000              | [ 28 ] |
| Dinamarca      | IFPI                   | Platino       | 90 000              | [ 29 ] |
| España         | PROMUSICAE             | Platino       | 40 000              | [ 30 ] |
| Estados Unidos | RIAA                   | 2x Platino    | 2 000 000           | [ 31 ] |
| Francia        | SNEP                   | Oro           | 100 000             | [ 32 ] |
| Italia         | FIMI                   | 2x Platino    | 100 000             | [ 33 ] |
| Nueva Zelanda  | RIANZ                  | Platino       | 30 000              | [ 34 ] |
| Portugal       | AFP                    | Platino       | 20 000              | [ 35 ] |
| Reino Unido    | BPI                    | 2x Platino    | 120 000             | [ 36 ] |